# Спарре, Эмма
Баронесса Эмма Спарре (швед. Emma Sparre, полное имя Emma Josepha Sparre, урождённая Munktell; 1851—1913) — шведская художница.

## Биография
Родилась 29 июня 1851 года в муниципалитете Фалун. Была дочерью предпринимателя и музыканта Хенрика Мунктелла и его жены Кристины Августы (Christina Augusta Eggertz, 1818—1889); сестра шведских композиторов Хелены Мунктелл и Амалии Хьельм. Эмма была младшей из девяти детей.
Когда в 1861 году умер отец, вся семья переехала в Стокгольм, где мать занималась бизнесом. Эмма изучала живопись в частном порядке у Августа Мальмстрёма из Королевская академии свободных искусств. Позже училась в Дюссельдорфе, Риме и особенно долго в Париже, где приобрела студию и обучалась у французских художников Гюстава Куртуа и Паскаля Даньян-Бувре. Студия Эммы была также местом встречи многих парижских художников.
Эмма Спарре переехала в Швецию в 1890-х годах и в 1897 году построила собственный дом Solgården в лене Даларне, где её гостями были многие известные люди. В 2001 году дом Solgården был объявлен памятником культуры.
Эмма Спарре выставляла свои работы на Всемирной Колумбийской выставке 1893 года в Чикаго, а также в 1889 году на Всемирной выставке в Париже. Её работы находятся в ряде музеев Швеции, включая Национальный музей.
Умерла 8 сентября 1913 года в приходе Реттвик лена Даларна.

### Семья
С 1870 по 1891 год Эмма Спарре была замужем за коллегой-художником Карлом Спарре (1839—1910). У них была дочь Марта, которая также стала художницей.

## Галерея
- Некоторые работы
- Friherrinnan
- Lesendes Mädchen
- Ung Änka